# Søren Kragh Andersen
Søren Kragh Andersen (n. 10 august 1994, Strib⁠(d), Fyns Amt, Danemarca) este un ciclist danez, membru al echipei Team Sunweb. Este fratele mai mic al lui Asbjørn Kragh Andersen, de asemenea ciclist profesionist în echipa Team Sunweb.

## Rezultate în Marile Tururi

### Turul Franței
3 participări
- 2018: locul 52
- 2019: abandon în etapa a 18-a
- 2020: câștigător al etapelor a 14-a și a 19-a

### Turul Spaniei
1 participare
- 2017: locul 106